# Conflict (onenigheid)

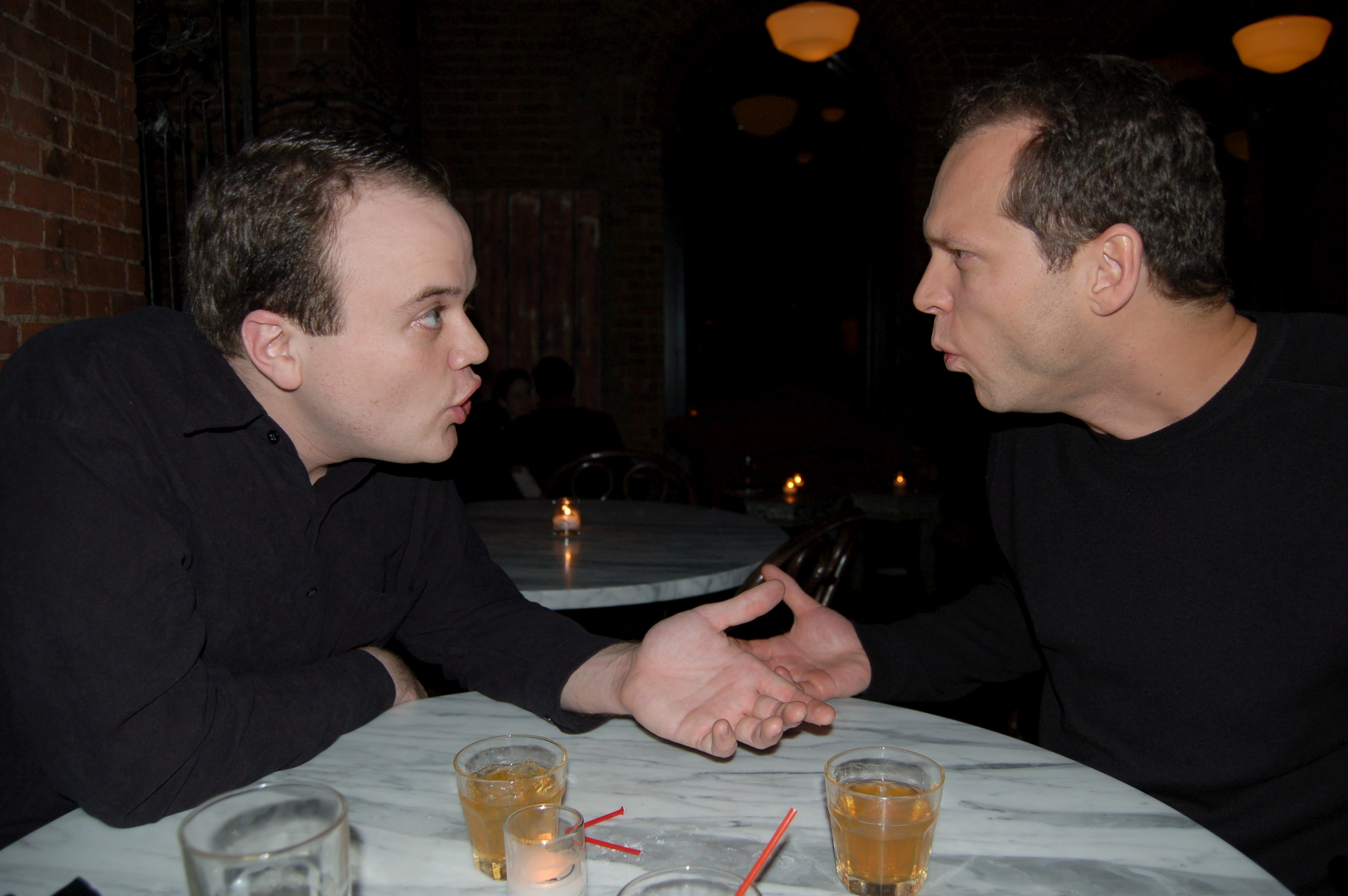
Een conflict tussen twee mannen

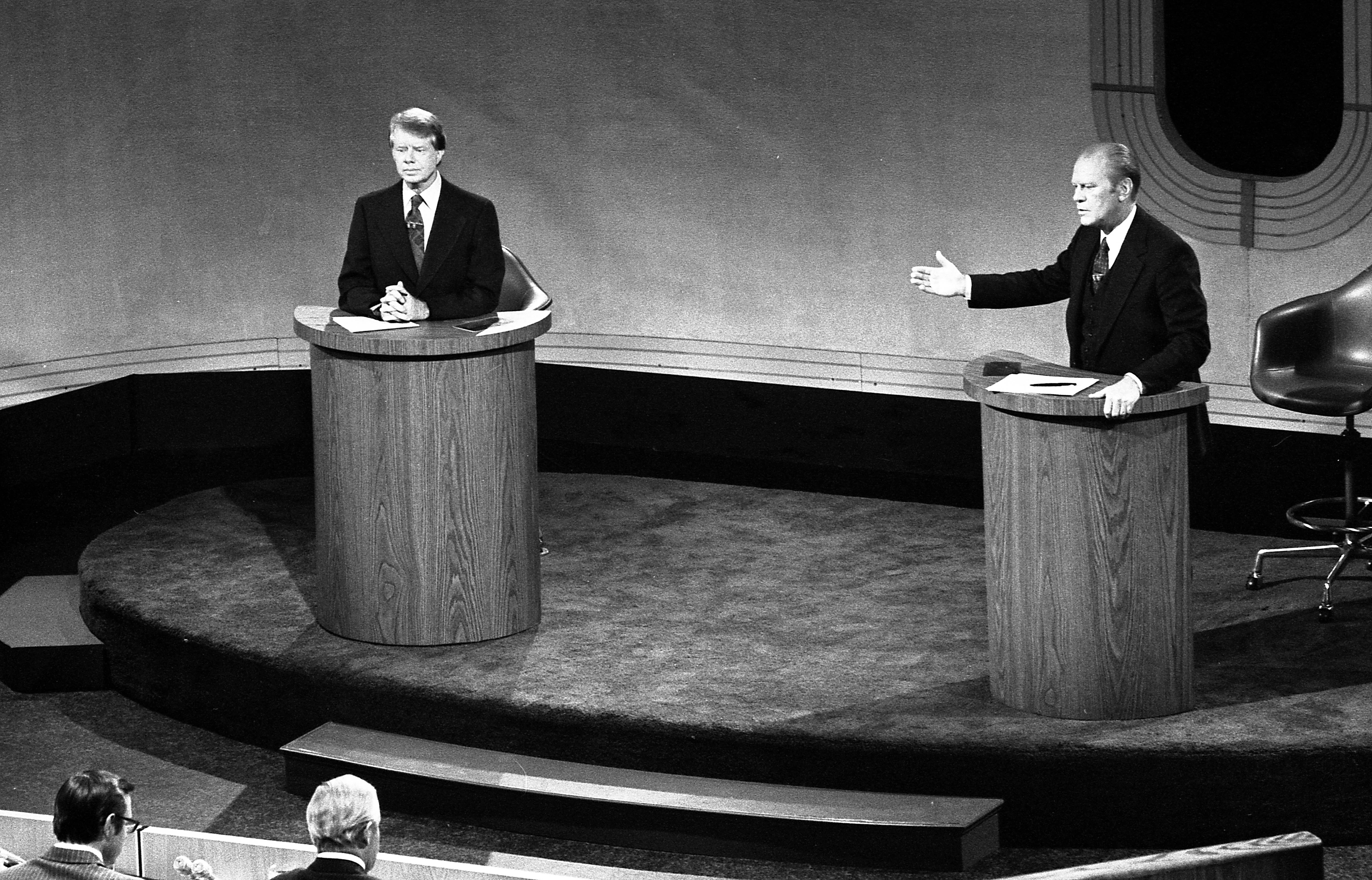
Debat tussen Carter en Ford

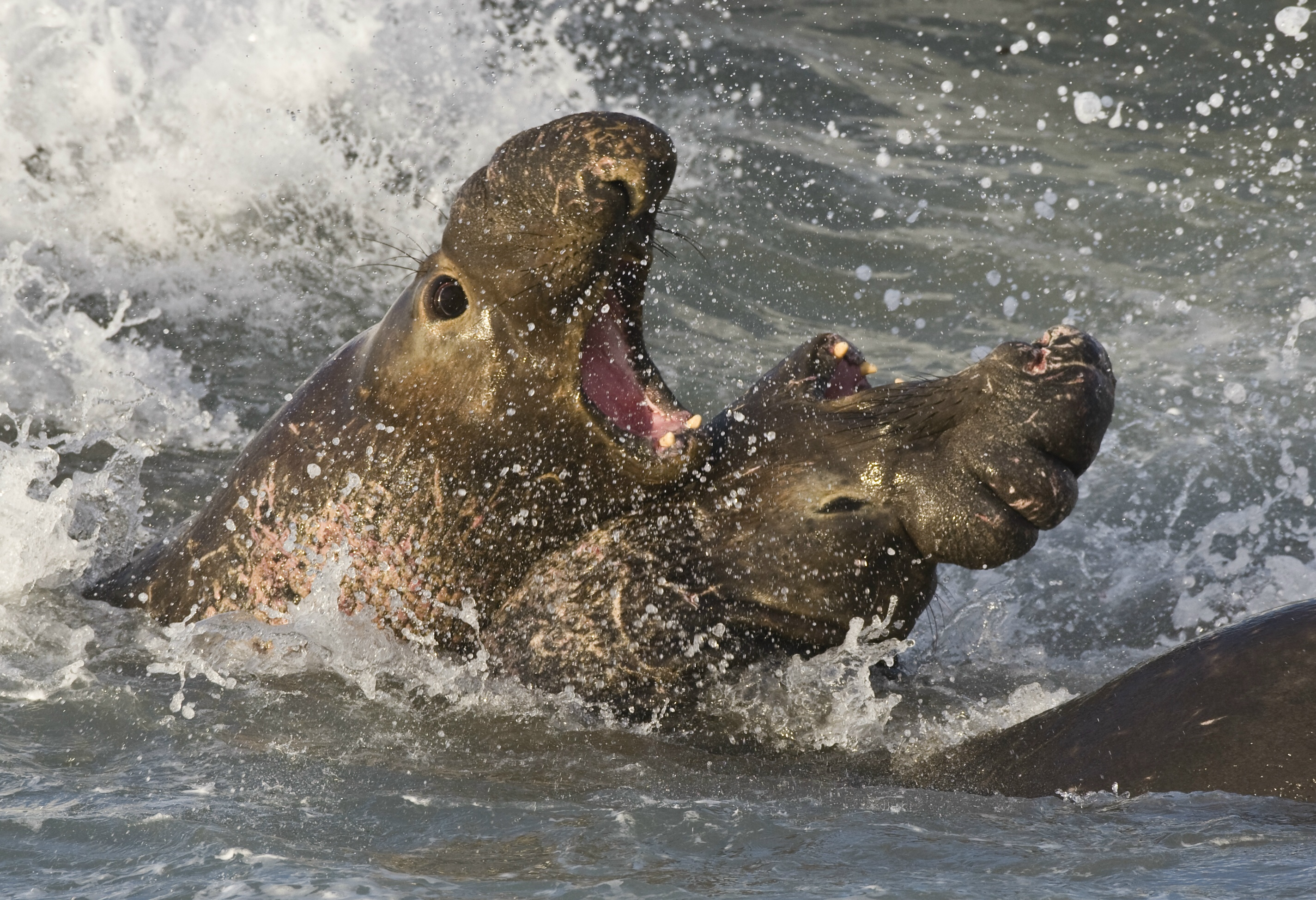
Gevecht tussen twee zeeolifanten

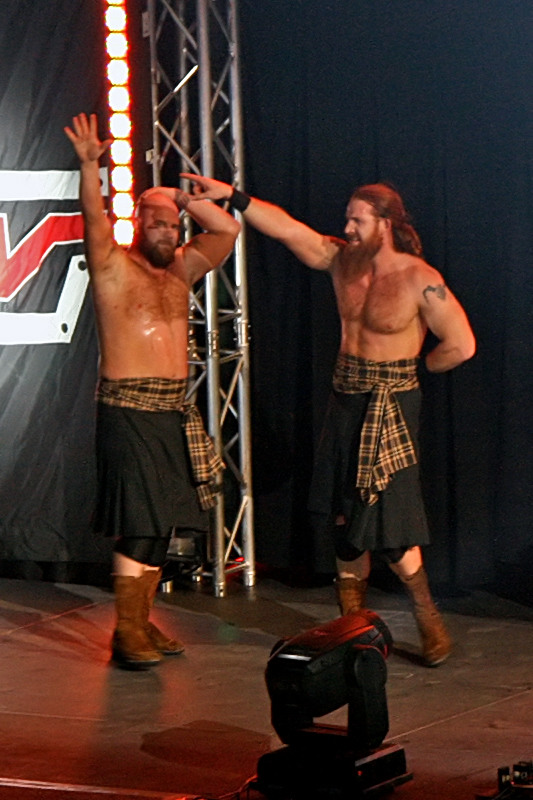
Theatraal conflict

Een conflict is een vorm van sociale interactie waarin twee of meer partijen tegenover elkaar staan, omdat ze ieder doelstellingen nastreven, waarden aanhangen, methodes hanteren, of gedragingen vertonen die in de perceptie van de andere partij(en) onacceptabel zijn.
Een conflict is een onopgeloste tegenstrijdigheid. Conflicten kunnen optreden tussen individuen - al dan niet in groepsverband - in de vorm van een ruzie, tussen organisaties, bijvoorbeeld een prijzenoorlog, of tussen landen, bijvoorbeeld een handelsoorlog.
Een conflict kan gaan om de inhoud van de kwestie, of om de relatie tussen de betrokkenen. Elk van de partijen voelt zich betrokken bij de oplossing van het conflict, en zal, in min of meerdere mate, verantwoordelijkheid voelen voor de relatie met de andere partij(en).

## Conflictdynamiek
Conflicten kennen een dynamiek die grafisch kan worden weergegeven door de 'conflict triangle' van Johan Galtung. Op de drie hoeken bevinden zich de kernbegrippen: contradictie, gedrag en houding. Samen kunnen deze leiden tot een conflict. De complexiteit van een conflict ligt besloten in het feit dat de drie kernbegrippen elkaar beïnvloeden. De houding van een partij kan het gedrag van de andere partij beïnvloeden, maar dat gedrag kan ook weer de contradictie beïnvloeden; de inzet kan bijvoorbeeld hoger worden omdat gezichtsverlies moet worden vermeden.

## Conflictfasen
Conflicten kennen verschillende, opeenvolgende fasen van escalatie. Men onderscheidt minstens drie opeenvolgende stadia:
Het debat. Het conflict sluimert en komt tot wasdom. Partijen treden in debat en krijgen wisselende groepen mede- en tegenstanders. Na verloop van tijd probeert men in een debat te "scoren" en beginnen de kampen zich heel langzaam af te tekenen. Men gaat elkaar voor voldongen feiten stellen. Men is nog gericht op het samen oplossen van het conflict (win-win).
De dreiging. Vaste kampen tekenen zich af. De partijen komen tot de conclusie dat met de ander "niet te praten valt". "Aha-erlebnissen" ontstaan: gebeurtenissen uit het verleden worden in het eigen kamp of voor zichzelf aangehaald om te "bewijzen" dat de andere partij fout zit. Men zet elkaar voor schut. Als dit gebeurt, is meestal de tijd van praten voorbij en is geen normale relatie meer mogelijk. Woekert het conflict verder, dan ziet men in de laatste fasen het ontstaan van dreigingspatronen. De tegenpartij wordt gedemoniseerd. Nu is men gericht op het winnen van het conflict (win-lose).
De oorlog. Dreigementen worden uitgevoerd om de geloofwaardigheid niet te verliezen. Men begint elkaar aan te vallen. Eerst vinden oppervlakkige, beperkte aanvallen plaats, ten slotte gaat men volledig in de aanval. In het laatste stadium is men bereid tot zelfvernietiging, als men de tegenpartij maar kan vernietigen of schade toebrengen. Tussen personen moet men hier denken aan strafbare feiten als moord en mishandeling. Tussen organisaties betekent dit vaak rechtszaken en wederzijdse beslagleggingen. Tussen landen betekent dit oorlog, eerst beperkt, ten slotte uitlopend in het gebruik van alle wapens in het arsenaal, inclusief kernwapens. De nadruk ligt nu op het beschadigen , of zelfs vernietigen van de tegenpartij, desnoods ten koste van het eigen belang (lose-lose).

## Conflictbeheersing
Bij een conflict is het belangrijk dat het conflict zo snel mogelijk beheersbaar gemaakt wordt. Er kan door een van de partijen de gang naar de rechter gemaakt worden, maar  vaak beter is het om samen tot een vergelijk te komen, al dan niet met behulp van bemiddeling door derden.
Bij conflictbeheersing wordt onderscheid gemaakt tussen twee typen onderhandelen:
- Bij primitief onderhandelen wordt uitgegaan van het uitoefenen van macht en het  manipuleren van mensen. Hieruit zal een slechte toekomstige relatie tussen de partijen voortkomen.
- Bij synergetisch onderhandelen wordt gezocht naar creatieve en bevredigende oplossingen voor alle partijen, waarbij tevens een meerwaarde tot stand wordt gebracht.

## Strategieën
In het hanteren van conflicten worden bij individuele personen doorgaans drie gedragsstrategieën onderscheiden: conflictschuw, conflictgericht, en oplossingsgericht gedrag. Het vertoonde gedrag is deels afhankelijk van het karakter van het individu, dat erfelijk bepaald is, en deels afhankelijk van diens milieu: cultuur, opvoeding en leergedrag.
Conflictgericht gedrag
De volgende karaktereigenschappen dragen bij aan conflictgericht gedrag:
- altijd gelijk willen hebben.
- ongelijk niet willen toegeven.
- geen imperfectie kunnen velen.

Oplossingsgericht gedrag
De volgende karaktereigenschappen dragen aan oplossingsgericht gedrag:
- De zaak van verschillende kanten willen bezien.
- Het conflict kunnen relativeren.
- Zichzelf als persoon los van de inhoudelijke kant van het conflict kunnen zien.

Conflictschuw gedrag
De volgende karaktereigenschappen dragen aan conflictschuw gedrag:
- Niet kunnen omgaan met de onaangename gevoelens die een conflict oproept.
- In de eerste plaats aardig gevonden willen worden.

## Andere 'conflicten'
Ook op internetfora zoals bulletinboards en Wikipedia, komen conflicten voor. Naast de "strijdende" partijen, kennen zulke conflicten vaak een derde partij die op slinkse wijze dergelijke conflicten gebruikt of aanjaagt, een zogenaamde intrigant of troll. De motivatie en methoden van dergelijke trollen lopen uiteen, maar vrijwel altijd zal de intrigant ervoor zorgen zelf niet rechtstreeks bij een conflict betrokken te raken. Menig internetforum is aan intriganten en trollerij ten onder gegaan; een bekend Nederlands voorbeeld is de discussielijst van DB.NL.

### Theatraal conflict
In de theaterwereld wordt de term conflict gebruikt om een strijd tussen de drijfveren van twee of meer personages ("horizontaal conflict") dan wel een strijd tussen twee of meer drijfveren binnen één personage ("innerlijk conflict" of "verticaal conflict") aan te duiden. Zie Conflict (dramaturgie).

## Onderzoek
Onderzoek naar het voorkomen en de achtergronden van conflicten  gebeurt onder meer: 
- Met de Global Protest Tracker van het Carnegie Endowment for International Peace worden sedert 2016 protestbewegingen wereldwijd in kaart gebracht.[1]
- Gewelddadige conflicten wereldwijd worden geregistreerd in het ACLED-project,[2] in de Global Conflict Tracker van het Center for Preventive Action;[3] en de CrisisWatch van de International Crisis Group.[4]
- Armed Conflict Location & Event Data (ACLED) is gespecialiseerd in het verzamelen en analyseren van uitgesplitste conflictgegevens en crisissituaties. De analyses zijn - voor niet-commercieel gebruik - vrij toegankelijk voor het publiek.